# シータヒーリング
シータヒーリング (ThetaHealing) は、ヴァイアナ・スタイバルが1995年に創始した瞑想手法の登録商標である。シータヒーリングは、脳波の周期をシータ波に変化させることで、自然な直感力を発達させ、感情エネルギーが人の健康に与える影響を探ることを意図していると主張する。
シータヒーリングは疑似科学とみなされている。

## 手法
シータヒーリングは通常、個別のセッションとして行われる。セッションは、施術者が対象者に向かい合って座り、話を聞いたり探りを入れる質問をすることで対象者に寄り添うことから始まる。電話やインターネットを通じて遠隔で行うこともある。シータヒーリングは人の意識的・無意識的な信念が感情的な幸福に直接的に影響し、さらにそれが身体的な健康にも影響するという考えに基づいている 。通常医療と併用するよう常に指導されている。
公式のウェブサイトは、施術者と講師は世界中に広がっていると主張している。

## 理念
ヴァイアナ・スタイバルによれば、シータヒーリングの理念は「7つの層のすべてのものの創造主」の重要性を示すフレームワークを中心に構成されており、「完全な愛と知性の場所」とも表現される。7つの層は、原子と粒子の動きに関連する物理的および精神的な世界を説明する。第7の層は、全てを生み出す生命力である。さらにその概念は、ほとんどの宗教的概念に統合可能である。

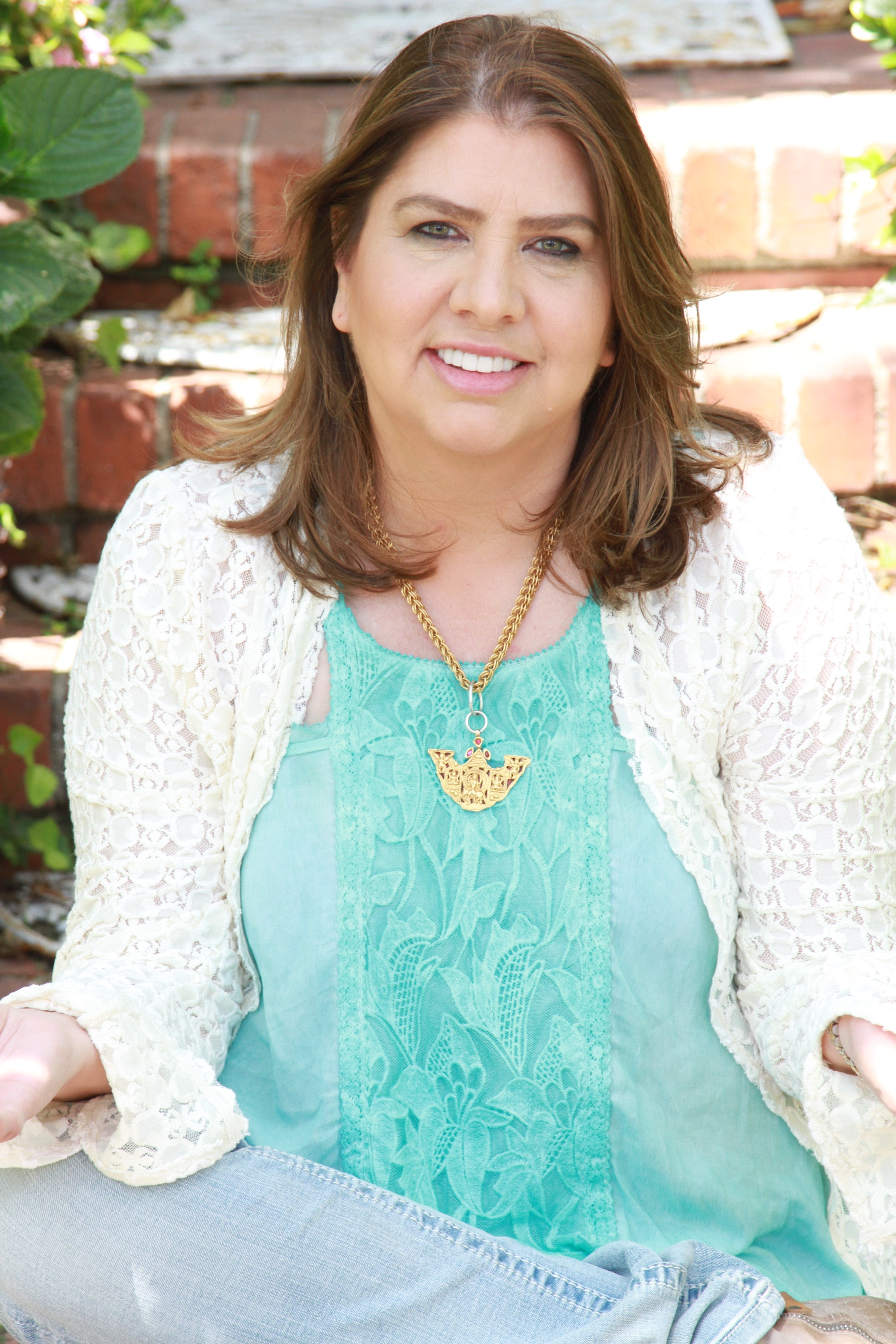
Vianna Stibal

宗教や出自を問わず誰もがこの技術の施術者や講師になることができる。スタイバルは「自身のがんを即時に治療」した、ヒト免疫不全ウイルスを減少させることもできる、さらに切断された脚を再生させることもできると信じている、と主張としている。

## 批判
シータヒーリングの理念は、秘伝的で信仰に基づく性質を持つことに加えて、その方法の有効性を示す証拠が皆無であることから批判されてきた。エツァート・エルンストは、シータヒーリングは「犯罪的」で「いかなる種類の証拠によっても支持されていない」と批判した。マギル大学科学社会事務局は、シータヒーリングはシータ波を増加させることはなく、逆に減少させると指摘している。
シータヒーリングは患者を深い瞑想状態に置いた後に、アプライドキネシオロジーの手法を用いることが多い。しかしこのアプライドキネシオロジーも強い批判を受けており、臨床的な意味を持たないことが研究により示されている。
シータヒーリングの創始者であるヴァイアナ・スタイバルは、この方法によって自身の大腿骨のがんを治療したと主張している。しかし、彼女の元夫は法廷において、彼女ががんと診断されたことはなく、したがって治療すべきものはなかったと証言している。シータヒーリングの講義では「金は幻想である」と教えられる一方で費用を取り、健康ではなく金儲けを同期にしているという批判や、講義において「各参加者の持つ12のDNA鎖を活性化する」と教えている（DNAは12の鎖に分かれはしない）ことへの批判もある。